# František Palacký
František Palacký (17 juin 1798 – 26 mai 1876) est un historien et homme politique morave, né à Hodslavice (Hotzendorf) en Moravie. En 1827, il épouse Terezia Mechurova, fille d'un propriétaire terrien.
Les billets de 1 000 couronnes tchèques sont à son effigie.

## Sa vie
Descendant d'une famille protestante hussite qui avait maintenu sa foi en secret pendant la période de persécution religieuse, František Palacký est le fils d'un maître d'école municipale. Son père l'envoya faire ses études à Kunvald (1807-1809) puis l'école latine de Trenčín (1809-1812) et enfin au lycée évangélique luthérien de Bratislava (jusqu'en 1818) où František étudia intensément les langues slaves. Il y rencontra le philologue Šafařík et devint un ardent étudiant en langues slaves ; il est reconnu comme polyglotte maîtrisant 11 langues et ayant des notions dans quelques autres.
Après avoir enseigné pendant quelques années comme professeur privé, il arriva à Prague, en 1823, où il fut embauché et protégé par Josef Dobrovský, dont les bonnes relations avec les autorités autrichiennes le protégèrent contre l'hostilité affichée par le Gouvernement contre les étudiants en questions slaves. Dobrovský le présenta au comte František Šternberk (ou Franz von Sternberg) qui l'engagea à son tour pour écrire les annales de l'histoire tchèque et rédiger la revue du musée de l'histoire tchèque (mensuel en allemand Monatsschrift des böhmen Museums et trimestriel en tchèque Časopis společnosti vlastenského museum v Čechách) fondé par Šternberk avec, en tête, l'idée de favoriser un renouveau national tchèque. Ce fut la première revue rédigée en tchèque et en allemand et l'édition tchèque survécut pour devenir l'organe littéraire le plus important de Bohême.
En 1829, il devint archiviste et historiographe des États de la couronne de Bohême avec un maigre salaire attenant mais sans l'assentiment de Vienne qui l'appointa à ce titre seulement en 1838. Il entreprit, néanmoins, la publication (1836-1867) de son œuvre capitale, L'Histoire du peuple tchèque en Bohême et Moravie, tout d'abord publiée en allemand et par la suite traduite en tchèque.
De 1839 à 1844, il fut secrétaire de la Société royale tchèque pour l'éducation et, de 1841 à 1851, directeur de la Société muséale tchèque.
En 1848, il fut élu président du Parlement slave de Prague, lors du Printemps des peuples, puis élu au Parlement qui siégeait alors à Kroměříž (Kremsier) où il défendit une conception fédéraliste de l'empire d'Autriche. Il refusa le poste de ministre de l'Éducation par deux fois ainsi que de participer au Parlement de Francfort en expliquant qu'un Slave n'a pas à s'ingérer dans les affaires allemandes.
En 1850, il devint président du Comité pour la création du Théâtre national tchèque. Il fut surveillé par la police et se retrouva isolé. En 1860, il signa la pétition-memorandum destinée à l'Empereur pour protester contre les discriminations, linguistiques essentiellement, dont faisait l'objet le peuple tchèque et demanda le droit de fonder un journal politique en langue tchèque.
En 1861, il est élu au Parlement tchèque.
Il décède à Prague chez lui, au palais Mac Neven.

## La vision de l'histoire

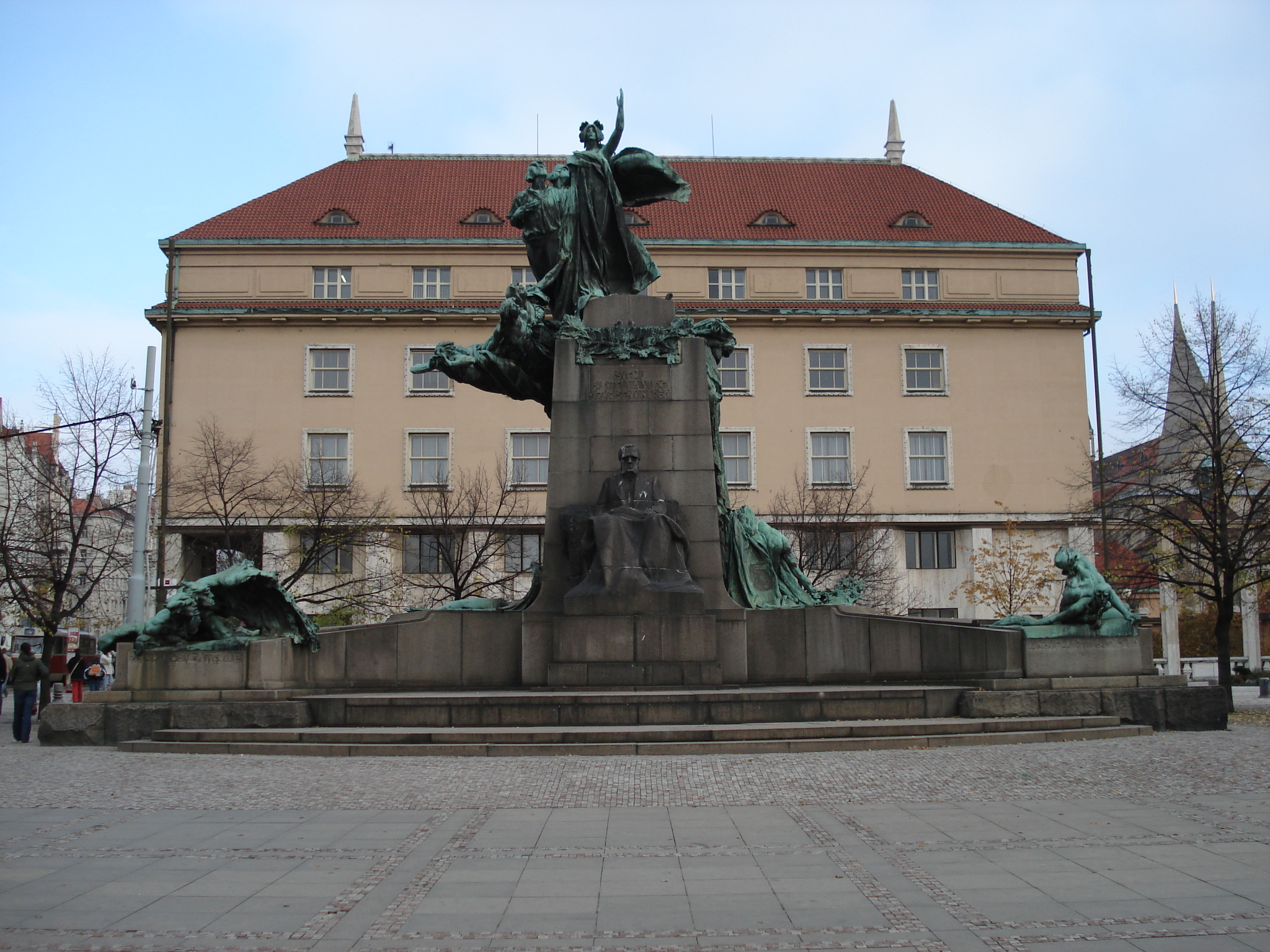
Monument à František Palacký, place Palacký, Prague.

Historien de l'histoire du peuple tchèque, Palacký est surtout celui par lequel le peuple tchèque se forgea une histoire et a conquis les armes identitaires pour accéder à l'autodétermination et, plus tard, à son indépendance. Il joua un rôle similaire quoique plus fondamental à celui joué par son contemporain Jules Michelet en France.
Pour honorer l'historien autant que l'homme politique du renouveau national tchèque, l'université Palacký d'Olomouc a repris son nom.
En 1918, le nouveau régiment de tir d’infanterie de la 3e Division des Légions tchécoslovaques en Russie a été nommé le « Régiment de František Palacký » 

## Sa vision politique
Palacký doit être considéré comme un austro-slaviste, c'est-à-dire qu'il adhère à l'empire Austro-Hongrois, en tant que slave (ici, en tant que tchèque). Parmi les idées défendues, Palacký soutient l'existence de l'empire, qu'il voit comme rempart à l'Empire russe, qui émerge et risquerait de faire disparaître la culture tchèque, au nom du panslavisme, et imagine pouvoir inclure la Tchéquie comme troisième royaume de l'empire, aux côtés de l'Autriche et de la Hongrie.
De cette vision découle donc une position « fédéraliste » de Palacky (parfois appelée "Austro-fédéralisme"), qui s'oppose à une indépendance des tchèques. Par ailleurs, Palacky se méfie de l'Allemagne et des Hongrois, les premiers souhaitant annexer l'Autriche et les seconds mettre fin à l'empire.
Si Palacký jouit d'une popularité certaine, l'échec de la solution d'un empire tripartite conduira à l'émergence d'un contre-courant tchèque, le parti des jeunes tchèques. Ces derniers naissent en 1874 et s'opposent à la vision de Palacky, qui est considéré comme un « vieux-tchèque » ou « ancien tchèque ».

## Les œuvres

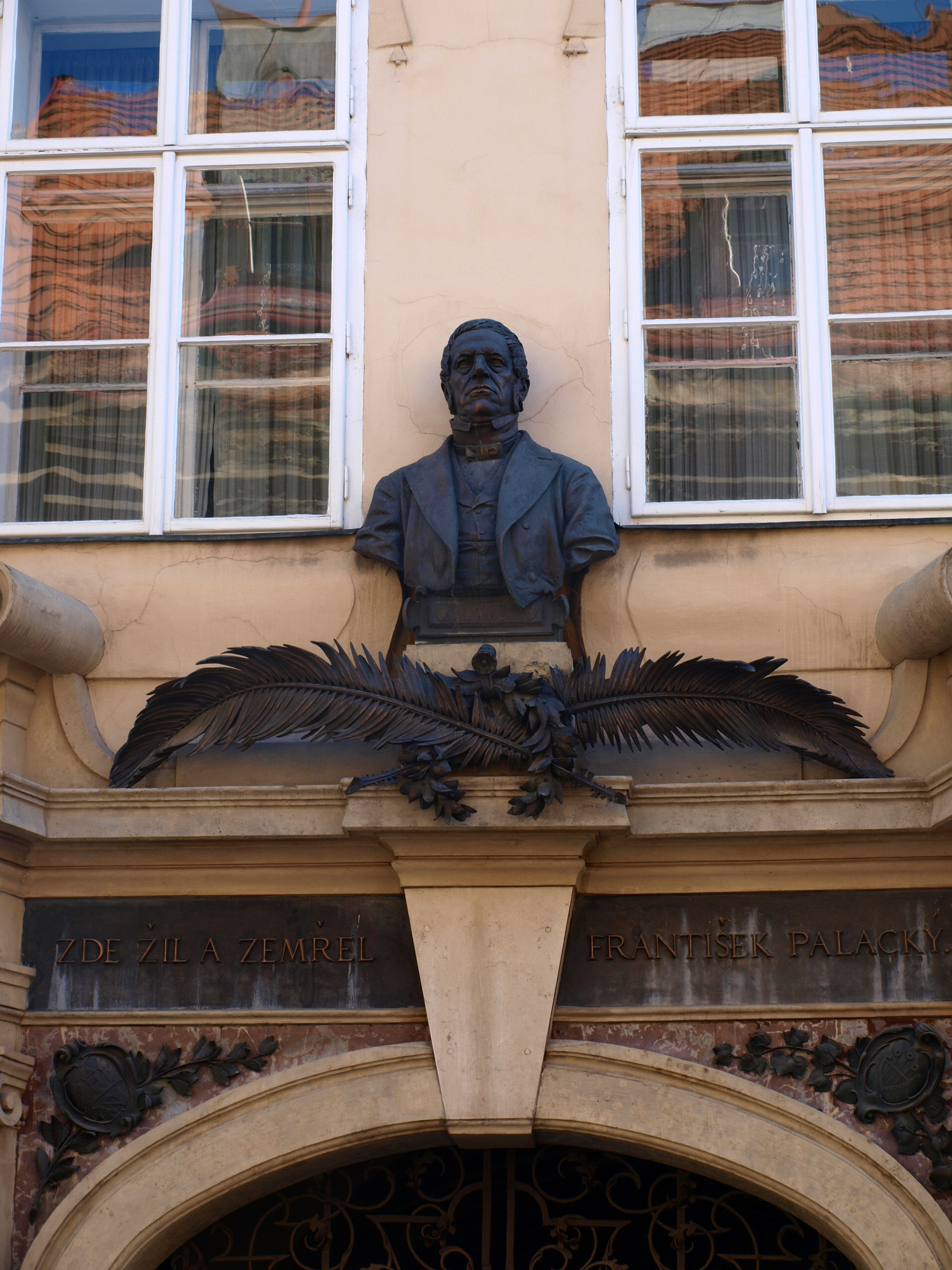
Buste de Palacký au dessus de la porte du palais Mac Neven.

### Œuvres importantes
Parmi ses écrits importants, on trouve :
- Wurdigung der alten bohmischen Geschichtschreiber (Prague, 1830), traitant d'auteurs et d'écrits alors pour la plupart inaccessibles aux étudiants slavisants.
- l'œuvre clé : Dějiny národu českého v Čechách i v Moravě, Histoire du peuple tchèque en Bohême et Moravie (5 vols, 1836-1867).
  - 1. vol. (jusqu'à 1125),
  - 2. vol. (1125–1403),
  - 3. vol. (1403–1439),
  - 4. vol. (1439–1471),
  - 5. vol. (1471–1526).
- Archiv český (6 vols., Prague, 1840-1872).
- Urkundliche Beitrage zur Geschichte des Hussitenkriegs (2 vols., Prague, 1872-1874).
- Documenta magistri Johannis Hus vitam, doctrinam, causant… illustrantia (Prague, 1869).
- en collaboration avec Safarik il écrit Anfange der bohmischen Dichtkunst (Pressburg, 1818) & Die altesten Denkmaler der bohmischen Sprache (Prague, 1840).
- trois volumes de ses articles et essais en tchèque sont publiés sous le titre Radhost (3 vols., Prague, 1871-1873).

### Poésies
- Na horu Radhošť, Au Sommet du Radhost – poème.
- Má modlitba dne 26. července 1818, Ma Prière du 26 juillet 1818 – hymne.
- Ideál říše, Idéal d'empire – ode.

## Honneur
L'astéroïde (40444) Palacký porte son nom.